# Comuna Cervone, Krîvîi Rih
Cervone (în ucraineană Червоне) este o comună în raionul Krîvîi Rih, regiunea Dnipropetrovsk, Ucraina, formată din satele Ceabanove, Cervone (reședința), Homelske, Kalinina și Zaporojeț.

## Demografie
Componența lingvistică a satului Cervone
     Ucraineană (92,15%)
     Rusă (7,09%)
     Alte limbi (0,29%)
Conform recensământului din 2001, majoritatea populației satului Cervone era vorbitoare de ucraineană (92,15%), existând în minoritate și vorbitori de rusă (7,09%).